# John de Lancie
John de Lancie (Filadélfia, 20 de março de 1948) é um ator dos Estados Unidos famoso pelo personagem Q do seriado Star Trek: The Next Generation. Também participou dos seriados Star Trek: Deep Space Nine, Os Padrinhos Mágicos, My Little Pony: Friendship is Magic, Star Trek: Voyager, Breaking Bad e MacGyver.

## Dublagem
de Lancie também atuou na dublagem de desenhos e jogos para computador. No Brasil, sua voz ficou famosa, como a voz de Antonio Malochio (personagem do game Interstate '76).